# Krasnogorite
La krasnogorite è un minerale originatosi dalla combustione dei residui di una miniera di carbone. Dal momento che il minerale è di origine antropogenica, non è riconosciuto valido dall'IMA.